# 市东医院
市东医院又称上海市杨浦区市东医院，是中華人民共和國上海市楊浦區一家二级甲等综合性医院。醫院分為总院和营口路分院。

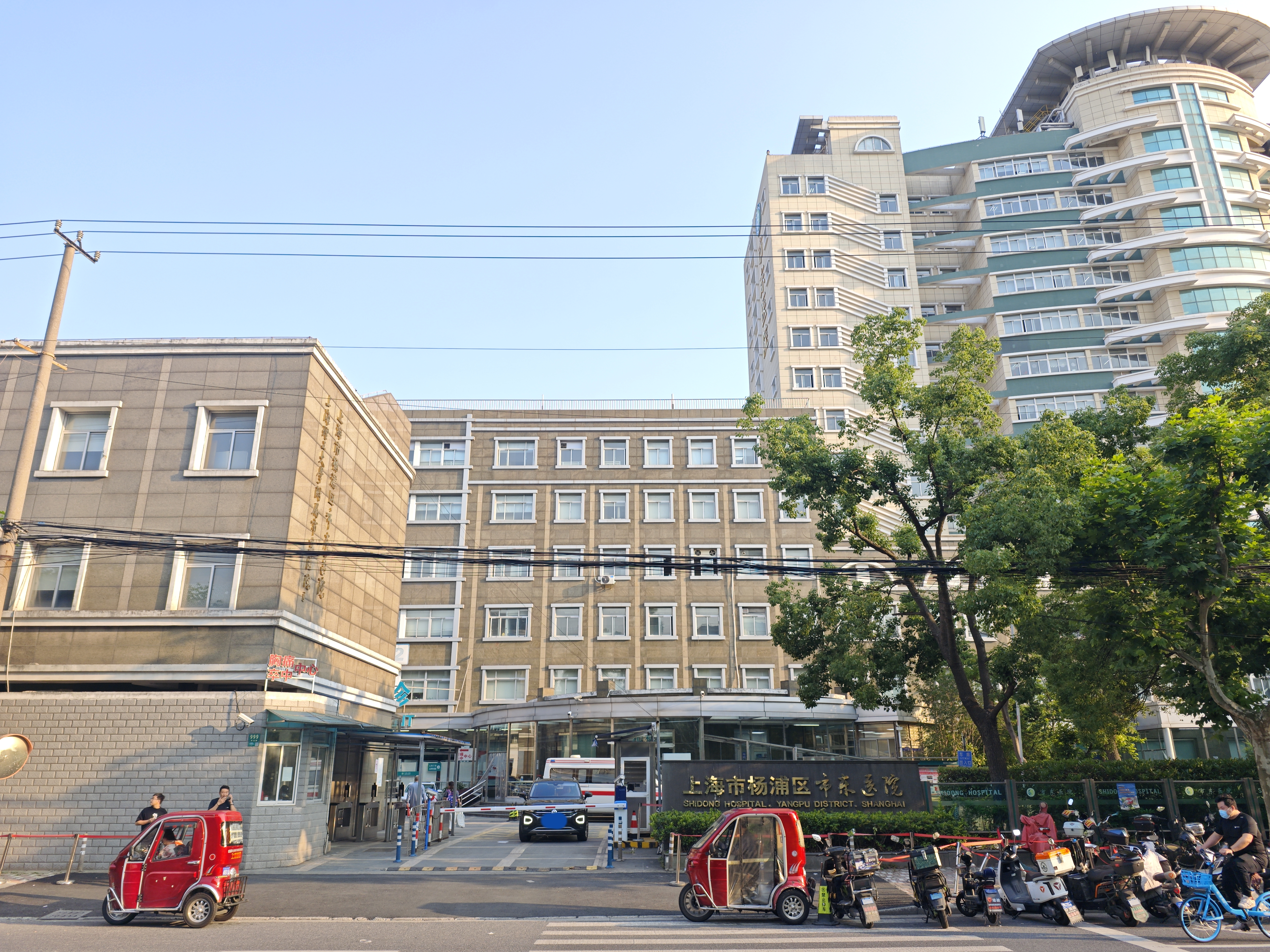
市东医院总院

## 历史
該醫院原名上海市纺织局第二医院（纺二醫院），始建於1946年6月建院。
1992年2月，上海纺织工业第二学校併入。
1999年1月1日起，上海市纺织局第二医院由杨浦区管理。
2000年2月，上海市纺织局第二医院與杨浦区肿瘤防治院合併為上海市杨浦区市东医院。
2004年6月28日，醫院從宁国路236号搬迁至市光路999号（市光路與包头路交叉口）。
2020 年初，杨浦区政府与上海理工大学签订合作协议，携手共建上海理工大学附属市东医院（筹）。

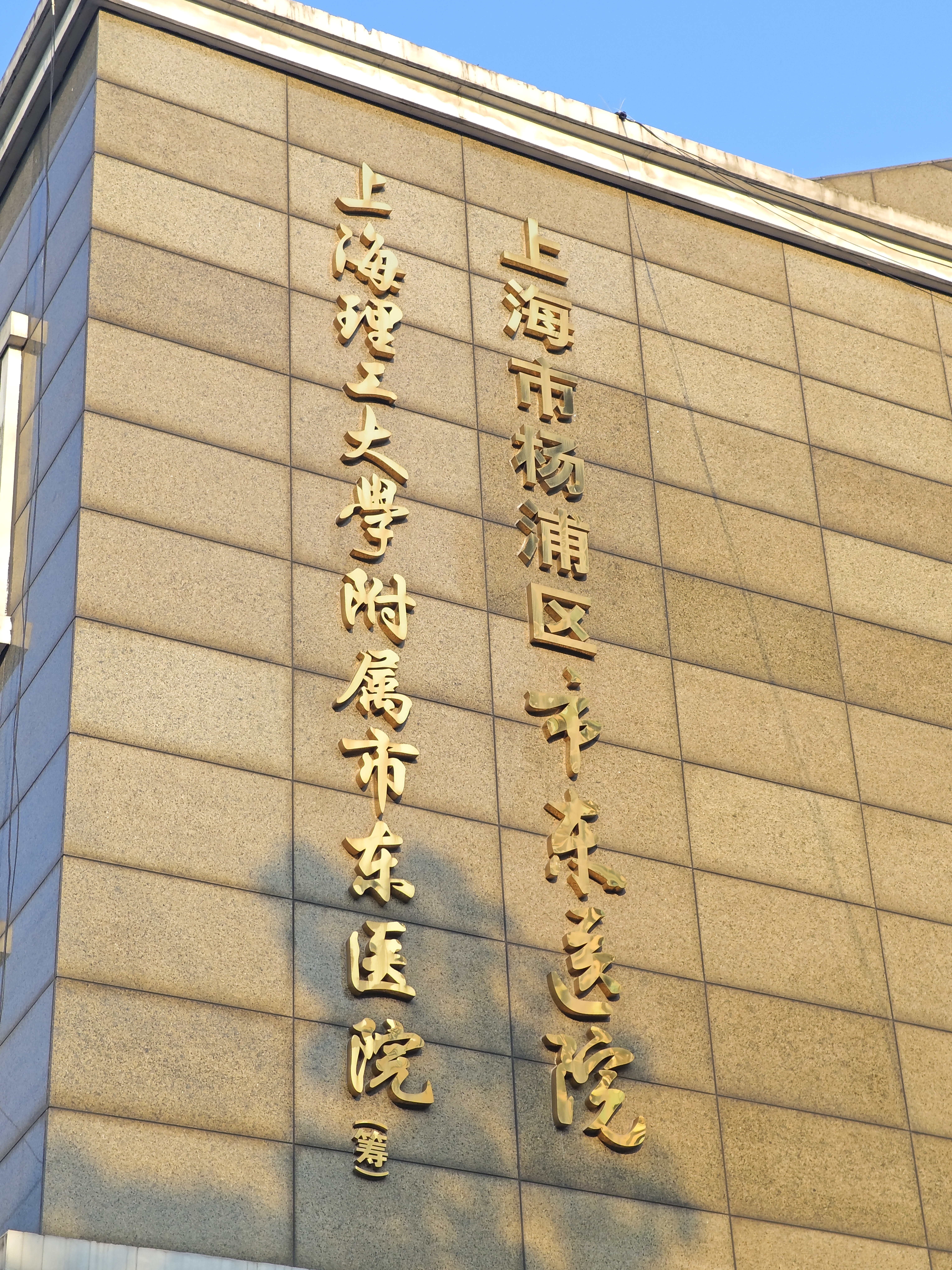
市东医院总院市光路大门左侧发热门诊大楼墙面，镌刻有“上海市杨浦区市东医院”及“上海理工大学附属市东医院（筹）”金色字样，直观呈现医院与高校的筹建合作关系。

2025年5月13日，杨浦区政府与复旦大学就合作共建上海市杨浦区市东医院举行签约仪式，标志着新江湾院区项目正式启动。项目预计2027年竣工，规划形成 “一院两区” 格局，市光路老院区保留基础医疗功能，新江湾院区聚焦高水平诊疗与科研。目前项目处于施工招标阶段，计划于2025年6月正式动工。